# Villanueva del Conde
Villanueva del Conde település Spanyolországban, Salamanca tartományban. Villanueva del Conde San Miguel del Robledo, Garcibuey, Miranda del Castañar, Cepeda, Monforte de la Sierra, Mogarraz és Sequeros községekkel határos. Lakosainak száma 174 fő (2024).

## Népesség
A település népessége az elmúlt években az alábbi módon változott:
| Lakosok száma | 260  | 234  | 186  | 210  | 175  | 162  | 173  | 173  | 180  | 174  |
|               | 2001 | 2004 | 2007 | 2009 | 2012 | 2014 | 2017 | 2019 | 2022 | 2024 |